# Sungai Lokan (Enok)
Sungai Lokan is een bestuurslaag in het regentschap Indragiri Hilir van de provincie Riau, Indonesië. Sungai Lokan telt 1146 inwoners (volkstelling 2010).